# Keglevich Zsigmond
Buzini gróf Keglevich Zsigmond (Torna, 1732. május 7. – Nagyszombat, 1805. december 19.) teológiai doktor, makáriai címzetes püspök és nagyprépost.

## Élete
Gróf Keglevich József főispán koronaőr és Tavonath Teréz fia. Az esztergomi növendékpapok közé 1749-ben vették fel. A bölcseletet Nagyszombatban, a hittudományokat 1752. december 30-tól Rómában, a Collegium Germanicum Hungaricumban hallgatta, ahol 1755-ben teológiai doktorrá avatták. 1755. szeptember 10-én tért haza mint pap. Több helyen viselt lelkészi hivatala után 1759-ben pozsonyi és 1760. április 19-én esztergomi kanonok lett. Ekkor már rátóti prépost volt; 1762. május 3-án Szent Istvánról nevezett prépost, 1764. április 19-én makáriai választott püspök, 1766. április 30-án esztergomi nagyprépost lett. Az egyetem újjáalakításakor (miután előbb a jogi karnak igazgatója volt) 1769. december 12-én rektornak választották, és az maradt 1770–71-ben is.

## Művei
- Sanctissimo S. D. N. Benedicto XIV. Theses ex dissertatione canonica de celebratione Missarum, quas in collegio Germanico et Hungarico publice defendendas proponit. Romae, 1755
- Sermo ... habitus Tyrnaviae die 2. Julii Anno 1776. cum cels. ac. rev. dnus ... princeps Josephus e comitibus de Batthyán... primas regni Hungariae ... suam metropol. Strigoniensem Ecclesiam ingressus pallium archiepiscopale sumpsit. Tyrnaviae, 1776
- Sermo die 15. Oct. 1777. dum Mariae Theresiae reginae apostolicae munificentiae insigne capitulare, honoribus S. Stephani regis Apostolici ... Strigoniensis patroni dicatum e manibus...Josephi e com. Batthyán, ... ex delegatione regia reciperet metropolitanum capitulum ecclesiae Strigoniensis dictus... Uo. 1777 (németül Uo. 1777)

Kéziratban az esztergomi főegyházi könyvtárban: Tractatus de incarnatione. Actibus humanis Romae, 4rét két kötet.